# Баэтан мак Муйрхертайг
Баэтан мак Мурхертайг (Баэтан Сильный; др.‑ирл. Báetán mac Muirchertaig, Baetán Bríge; погиб в 572) — король Айлеха (566—572) и верховный король Ирландии (569—572) из рода Кенел Эогайн. Правил совместно со своим племянником Эохайдом мак Домнайллом.

## Биография
Баэтан был одним из сыновей верховного короля Ирландии Муйрхертаха мак Эрки. После смерти в 566 году своих старших братьев, королей-соправителей Домналла Илхелгаха и Форггуса мак Муйрхертайга, Баэтан взошёл на престол Айлеха. Также как и его предшественники, он разделял власть над этим королевством с соправителем, которым был его племянник Эохайд мак Домнайлл.
Большинство современных историков считает, что Эохайд мак Домнайлл и Баэтан мак Муйрхертайг совместно получили титулы верховных королей Ирландии в 569 году после гибели Айнмере мак Сетная. Хотя в наиболее раннем из сохранившихся списков королей Тары (конец VII века) их имена не упоминаются, во многих других списках (например, в «Лейнстерской книге» и в трактате «Laud Synchronisms») они включаются в число верховных королей Ирландии. В некоторых списках Эохайд и Баэтан ошибочно помещаются ранее верховного короля Диатмайта мак Кербайлла, убитого в 566 году. Однако данные ирландских анналов позволяют достоверно утверждать, что они не могли быть верховными королями ранее смерти этого правителя.
Отмечается также, что в тех же списках, в которых упоминаются правители Тары второй половины VI века, существуют значительные противоречия в определении продолжительности владения этим титулом погибшим в 598 году королём Аэдом мак Айнмерехом. В том числе, «Анналы четырёх мастеров» сообщают о двадцати семи годах пребывания Аэда на престоле Тары, а список королей Тары в «Лейнстерской книге» — о двадцати восьми годах. Эти свидетельства относят начало правления Аэда как верховного короля не только к периоду ранее смерти его предшественника Баэтана, которого идентифицируют или с погибшим в 586 году королём Кенел Конайлл Баэтаном мак Ниннедо, или со скончавшимся в 581 году королём Ульстера Баэтаном мак Кайриллом, но и ко времени до смерти королей Эохайда мак Домнайлла и Баэтана мак Муйрхертайга. На основании этого ряд историков даже предполагает, что включение имён предшественников Аэда в списки королей Тары было ошибкой средневековых авторов, и в действительности ни Баэтан мак Муйрхертайг, ни Эохайд мак Домнайлл, ни Баэтан мак Ниннедо, ни Баэтан мак Кайрилл могли и не быть верховными королями Ирландии.
Историки отмечают, что правление Эохайда мак Домнайлла и Баэтана мак Муйрхертайга пришлось на тот период времени, когда после гибели Диармайта мак Кербайлла произошло значительное падение влияния верховных королей на общеирландские события. В это время титул верховного короля Ирландии часто переходил от одного претендента к другому, но ни один из них не смог утвердить его за собой на достаточно долгий срок. Падение авторитета верховных королей во второй половине VII века отразилось и в почти полном отсутствии в средневековых исторических источниках сведений о деятельности Эохайда и Баэтана. В поэме, сохранившейся в составе «Баллимотской книги», Баэтан наделяется эпитетом «Сильный» (др.‑ирл. Bríge), однако никаких объяснений этого не приводится. Из анналов известно только то, что уже в 572 году Баэтан и Эохайд погибли в ходе конфликта с королём кианнахтов Гленн Геймина Кронаном мак Тигернайгом, владения которого находились на землях современного графства Лондондерри.
После гибели Баэтана мак Муйрхертайга и Эохайда мак Домнайлла власть над Айлехом унаследовал Колку, сын Домналла Илхелгаха, а титул верховного короля Ирландии перешёл к королю Кенел Конайлл Баэтану мак Ниннедо.
Баэтан мак Муйрхертайг был женат на Помпе, дочери Лоарна из Дал Риады. Его сыном был Колман Вычислитель, также как и его отец владевший титулом верховного короля Ирландии. Другими детьми Баэтана и Помпы были Фергус, Фораннан, Айлиль и Маэл Умай.